# ديمي لوفاتو
ديمتريا ديفون لوفاتو (بالبرتغالية: Demetria Devonne Lovato‏) والمعروفة في الوسط الفني باسم ديمي لوفاتو (بالبرتغالية: Demi Lovato‏) (ولدت في 20 أغسطس 1992) هي مغنية وكاتبة أغاني وممثلة أمريكية. بعد أول ظهور لها كطفلة ممثلة في بارني والأصدقاء، ارتقت لوفاتو علي الساحة الفنية في 2008 عندما بدأت في التلفزيون بفيلم كامب روك علي قناة ديزني، بالإضافة إلي معسكر الروك 2: الحفل الختامي في 2010، ووقعت عقد تسجيل مع «هوليوود ركوردز»، وأصدرت أول ألبوم لها بعنوان لاتنسى الصادر سنة 2008، والذي حصل علي المركز الثاني في بيلبورد 200. وفي عام 2009 تلقت لوفاتو عرضا للتمثيل في أول مسلسل في مشوارها التلفزيوني صوني ويذ أه تشانس، ثم أصدرت الألبوم الثاني لها بعنوان نحن نعيد الكرة مرة أخرى الذي أحرز المركز الأول في بيلبورد 200، في حين الأغنية بنفس عنوان الألبوم كانت من ضمن أفضل 20 أغنية في بيلبورد هوت 100. ثم توالت أعمالها: غير مكسورة (2011)، ديمي (2013)، واثقة (2015)، اخبرني انك تحبني (2017). حصلت جميع ألبوماتها علي الشهادة الذهبية من قبل رابطة صناعة التسجيلات الأمريكية.

## الحياة والمهنة
ولدت لوفاتو في 20 أغسطس 1992، في ألباكركي، بولاية نيومكسيكو، للمهندس والموسيقي «باتريك مارتن لوفاتو» (1960—22 يونيو 2013)، ولمشجعة دالاس كاوبويز «ديانا دي لي غارزا» (المولودة باسم «ديانا لي سميث»؛ 8 أغسطس 1962). للوفاتو أخت أكبر منها سنا «دالاس» (ولدت في 4 فبراير 1988)، وشقيقتها الأصغر منها سنا من أمها الممثلة «ماديسون دي لا غارزا»، وشقيقها الأكبر سنا منها من الأب «أمبر»، والذي تحدثت إليه أول مرة عندما كان عمرها 20.
تطلق والدا لوفاتو في أواخر صيف 1994، بعد وقت قصير من عيد ميلادها الثاني. وكان والد لوفاتو من أصل مكسيكي، بينما والدتها من أصول إنجليزية وإيرلندية. من خلال والدها، كانت لوفاتو سليلة جندي اتحاد الحرب الأهلية الأمريكية «فرانسيسكو بيريا» (1830–1913) (بالإسبانية: Francisco Perea)‏، وحاكم «سانتا في نيو مكسيكو» (بالإسبانية: Santa Fe de Nuevo México)‏ «فرانسيسكو خافيير شافيز» (بالإسبانية: Francisco Xavier Chávez)‏.
مع سيلينا غوميز، بدأت مسريتها في التمثيل في المسلسل التلفزيوني للأطفال بارني والأصدقاء بدور «أنجيلا». بدأت العزف علي البيانو في سن السابعة والقيثارة في العاشرة، أيضا بدأت الرقص ودروس في التمثيل. وقالت ألين دي جينيريس أن لوفاتو كانت تتعرض للتنمر لدرجة أنها طلبت منها التعليم المنزلي، وحصلت على دبلوم الدراسة الثانوية من خلال التعليم المنزلي في أبريل 2009. أصبحت فيما بعد المتحدث الرسمي لمنظمة «باسر» لمكافحة التنمر وظهرت علي أميركا نيكست توب موديل للتحدث علنا ضد التنمر. في 2006، ظهرت لوفاتو في بريزون بريك، وجاست جوردن في العام التالي.

### 2009–2010:صوني ويذ أه تشانسونحن نعيد الكرة مرة أخرى

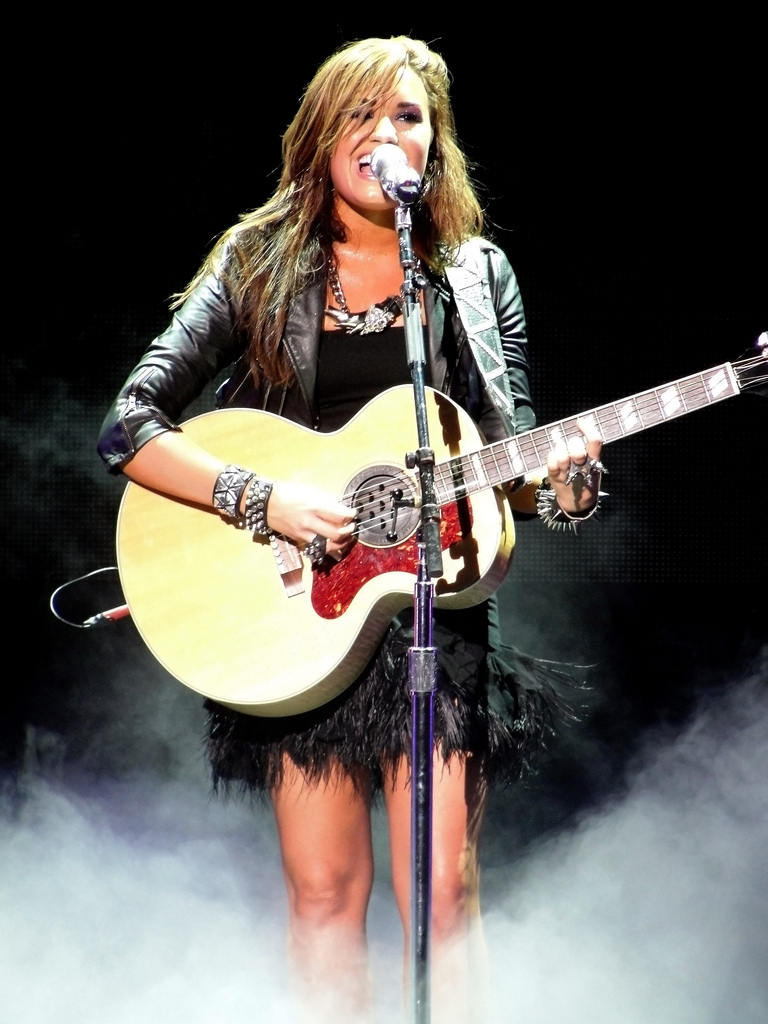
لوفاتو تؤدي أثناء "جوناس برذرز لايف في جولة حفل عالمي" في سبتمبر 2010.

في 2009 سجلت لوفاتو أغنية أرسلها في، وهي أغنية خيرية لأصدقاء ديزني من أجل التغيير، مع أصدقائها سيلينا غوميز، ومايلي سايرس، وجوناس برذرز. وتم التبرع بجميع عائدات الأغنية للجمعيات الخيرية البيئية التي يدعمها صندوق حفظ ديزني في جميع أنحاء العالم. مثلت لوفاتو في سيت كوم قناة ديزني صوني ويذ أه تشانس، مع شخصيتها «صوني مونرو». وقد وصفت لوفاتو تجربتها في التمثيل عن طريق روبرت لويد من لوس أنجلوس تايمز بأنها «جيدة جدا».

### 2017–2018:اخبرني انك تحبني

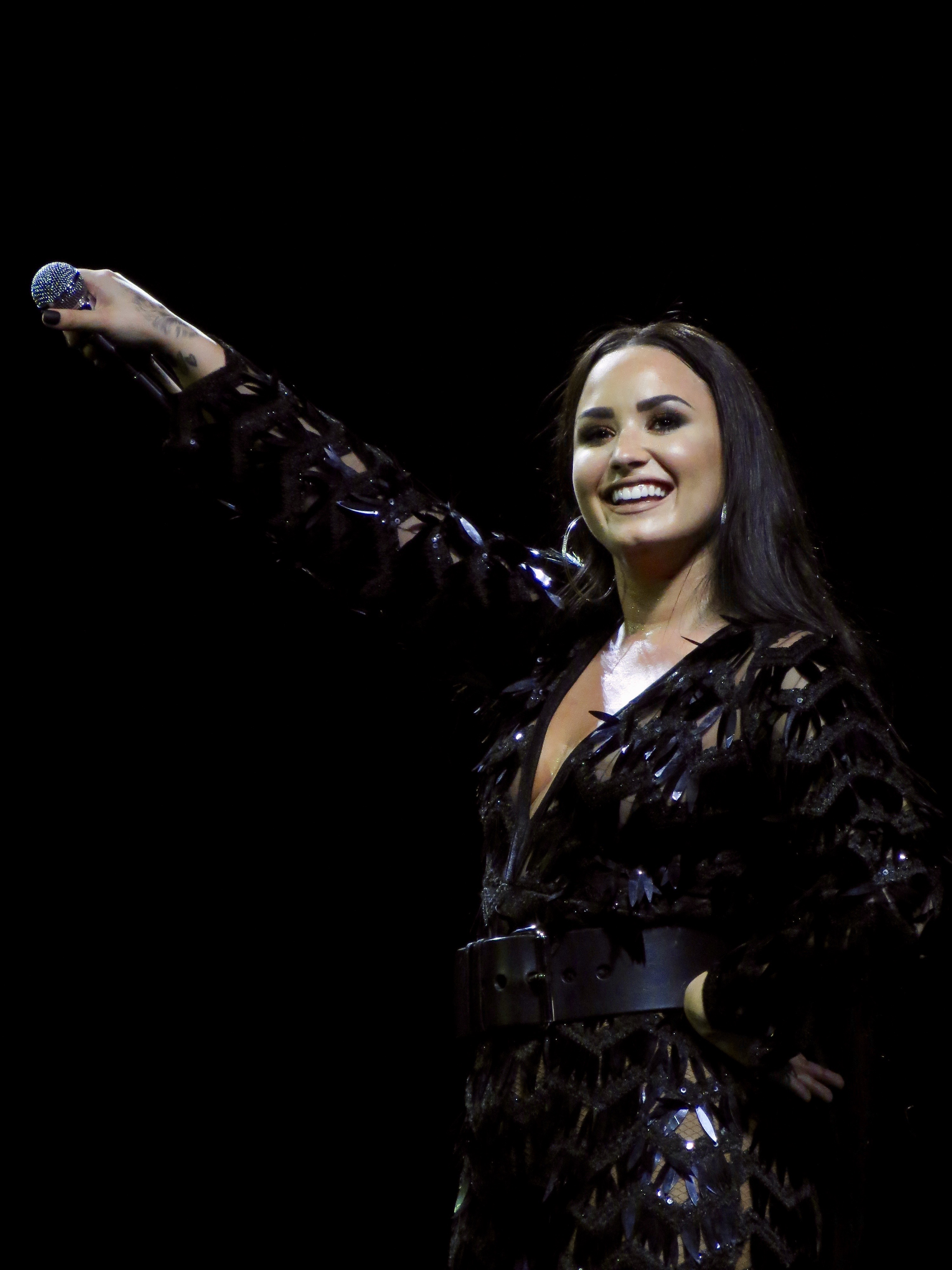
لوفاتو تؤدي في "اخبرني انك تحبني جولة حول العالم" في يونيو 2018.

في فبراير 2017، أنتجت ديمي لوفاتو فيلم وثائقي بعنوان ما وراء الصمت، الوثائقي يتحدث عن ثلاثة أشخاص وتجاربهم مع الأمراض العقلية بما في ذلك إضطراب ثنائي القطب وإنفصام في الشخصية والاكتئاب والقلق. شاركت ديمي في أغنية فرقة شيت كودز لا وعود، التي صدرت في مارس عام 2017، وشاركت كذلك في أغنية التعليمات لجاكس جونز بالتعاون مع ستيفلون دون التي صدرت في يونيو 2017. في عام 2017، تم إدراج ديمي في قائمة تايم السنوية لأكثر 100 فنان نفوذا. في 5 مايو 2017، أعلنت ديمي الأفراج عن فيلمها الوثائقي: أنا: ديمي لوفاتو علي موقع يوتيوب. وفي 8 مايو 2017، أعلنت تعاون مع خط الملابس الرياضية «فابليتكس» لدعم مبادرة الأمم المتحدة للنساء. في 11 يوليو 2017 أصدرت ديمي أغنية منفردة بعنوان آسفة لست آسفة والتي أحتلت المرتبة السادسة في بيلبورد هوت 100. وهذة الأغنية تابعة لألبومها السادس اخبرني انك تحبني والذي أصدر في 29 سبتمبر 2017.

## الحياة الشخصية

### الإقامة
في عيد ميلادها الثامن عشر، اشترت ديمي منزلا ذي مساحة متوسطة بلوس أنجلوس غرب ولاية كاليفورنيا؛ حيت عاشت فيه فترة نقاهة بعد مغادرتها مصحة تأهيل المدمنين في يناير 2011.

### العلاقات
منذ بداية مايو 2010، كانت ديمي تواعد زميلها في كامب روك الممثل والموسيقي جو جوناس، حيث أصبحا ثنائيا عاطفيا جيدا. ثم واعدت ديمي بعده الممثل الأمريكي يلمر فالديراما، وانفصلا في 3 يونيو 2016.
أعلنت لوفاتو عن خطوبتها بالممثل الأمريكي ماكس إهريش في 22 يوليو/تموز 2020، ولكنها انفصلت عنه في 24 سبتمبر 2020.

### الصحة
عانت ديمي لوفاتو من اضطراب الشخصية ثنائية القطبية، القهم العصبي، إيذاء النفس والتنمر قبل أن تدخل المصحّة النفسية في عمر الثمانية عشر.
دخلت ديمي لوفاتو المصحة النفسية في مطلع شهر نوفمبر 2010، وأنهت علاجها في يناير 2011، وذلك لتلقي مساعدة طبية بحسب ما قيل وقتها أثر معاناتها من إضرابات نفسية جراء المجهودات الزائدة التي تعرضت لها. وأكدت لوفاتو أنها تعلمت درسا شديد الأهمية من العلاج النفسي، وهو أن تعيش في سلام مع نفسها، وأن تتكيف مع وضعها ومع جسدها دون أن تسمح لهوس الابتعاد عن الطعام أن يؤثر فيها.
في أبريل/نيسان 2011، أصبحت لوفاتو محررة في مجلة سيفينتين، حيث كتبت مقالاً للمجلة وصفت فيه معاناتها. في مارس/آذار 2012، بث تلفزيون إم تي في فيلماً وثائقياً باسم ديمي لوفاتو: ابق قوياً، عن فترة دخولها المصحة النفسية وتعافيها. بدأت ديمي العمل على ألبومها الرابع في الشهر التالي. احتفلت لوفاتو بالذكرى الخامسة لإقلاعها عن المخدرات في 15 مارس/آذار 2017.

### الجرعة الزائدة في 2018
في 21 يونيو/حزيران 2018، أصدرت لوفاتو أغنيتها "sober" كشفت فيها عن انتكاستها بعد ست سنوات على إقلاعها. بعدها بثلاثة أيام تم الإسراع بها وإدخالها إلى المركز الطبي سيدارز-سيناء في لوس أنجلوس بعد أن تم الإتصال بخدمات الطوارئ من منزلها جراء قيامها بجرعة زائدة من الأفيون. لاحقًا ذلك اليوم، تم الإبلاغ عن استقرار حالتها وتماثلها للشفاء.

### الديانة
ديمي لوفاتو مسيحية الديانة كما يلاحظ ذلك في صلاتها قبل كل أداء غنائي.

## الأعمال الخيرية والنشاطات الإنسانية
رفعت ديمي لوفاتو الوعي بقضايا الصحة والصحة العقلية. لمكافحة وصمة العار المتعلقة بالصحة العقلية، تم تكريمها بجائزة الشجاعة الفنية من معهد جين وتيري سيميل. في مايو 2009، تم تعيينها كسفيرة فخرية للتعليم من قبل الشراكة الأمريكية لأضطرابات اليوزينيات. في ديسمبر 2011، أدانت لوفاتو قناة ديزني لبث حلقات من مسلسل شايك إت آب وسو راندوم! حيث كانت الشخصيات تمزح عن اضطرابات الأكل. أصدرت ديزني بعد ذلك اعتذاراً وأزالت الحلقات من البث التلفزيوني وخدمة الفيديو حسب الطلب. في مايو 2013، تم مدحها لإخلاصها في توجيه المراهقين والشباب الذين يعانون من مشاكل الصحة العقلية في اليوم الوطني للتوعية بالصحة العقلية للأطفال الذي استضافته إدارة خدمات الصحة العقلية وتعاطي المخدرات في واشنطن. دفعت لوفاتو تكاليف العلاج للمرضى العقليين من خلال برنامج لوفاتو للمنح العلاجية، المسمى على اسم والدها الراحل، منذ 2013. ركزت في خطابها في المؤتمر الوطني الديمقراطي لعام 2016 على زيادة الوعي بالصحة العقلية. في سبتمبر 2017، تم تعيين لوفاتو سفيرة للمواطن العالمي لدفاعها عن الصحة العقلية لآلاف الأطفال النازحين داخل العراق والمجتمعات الأخرى وساعدت في تمويل توسيع برنامج أنقذوا الأطفال التجريبي «الشفاء والتعليم من خلال الفنون»، إلى الأطفال المتضررين من الحرب الذين يعيشون في كركوك ومحافظة صلاح الدين في العراق. في أبريل 2020، إنضمت لوفاتو إلى حملة الصحة النفسية لدعم الجمعية الخيرية الأيرلندية سبونأوت.آي.إي لإطلاق صندوق الصحة النفسية الذي يجمع الأموال لدعم الصحة العقلية.
طوال مسيرتها الفنية، تبرعت لوفاتو وشاركت مع العديد من المؤسسات الخيرية. في عام 2009، قامت بتسجيل أغنية «سيند إت أون» مع جوناس برذرز ومايلي سايروس وسيلينا غوميز لبرنامج أصدقاء ديزني للتغيير. تصدرت الأغنية على مخطط بيلبورد هوت 100 في المركز 20، وتم التبرع بعائدات الأغنية إلى الجمعيات الخيرية البيئية من خلال صندوق ديزني العالمي للحفظ.

## فيلموغرافيا
| السنة | العنوان                       | الدور                                         | ملاحظات       |
| ----- | ----------------------------- | --------------------------------------------- | ------------- |
| 2008  | كامب روك                      | ميتشي توريس                                   | فيلم تلفزيوني |
| 2009  | برنامج حماية الأميرة          | روزي غونزاليز / روزاليندا ماريا مونتويا فيوري | فيلم تلفزيوني |
| 2010  | معسكر الروك 2 : الحفل الختامي | ميتشي توريس                                   | فيلم تلفزيوني |
| 2012  | ديمي لوفاتو: ابقوا أقوياء     | نفسها                                         | وثائقي        |
| 2017  | السنافر: القرية المفقودة      | سنفورة                                        | دور صوتي      |
| 2018  | تشارمنغ                       | لينور                                         | دور صوتي      |

| السنة   | العنوان                | الدور               | ملاحظات                       |
| ------- | ---------------------- | ------------------- | ----------------------------- |
| 2002–04 | بارني والأصدقاء        | أنجيلا              | دور رئيسي (الموسم 7، 8)       |
| 2006    | بريزون بريك            | دانيل كورتين        | حلقة: "أولا لأسفل"            |
| 2007–08 | جاست جوردن             | نيكول               | حلقة: "زلق عند الرطب"         |
| 2008    | ألعاب قناة ديزني       | نفسها / متنافس      | 5 حلقات، جزء من الفريق الأزرق |
| 2009–11 | صوني ويذ أه تشانس      | صوني مينرو          | دور رئيسي                     |
| 2010    | غريز أناتومي           | هايلي ماي           | حلقة: "أناس سعيدون مشرقون"    |
| 2010    | أميركا نيكست توب موديل | نفسها               | حلقة: "ديان فون فورستنبرغ"    |
| 2012    | بانكد                  | نفسها               | حلقة: "نيك كانون"             |
| 2012–13 | ذا إكس فاكتور          | نفسها / حكم / ناصحة | الموسم 2، 3                   |
| 2013–14 | غلي                    | داني                | دور متكرر (الموسم 5)؛ 4 حلقات |
| 2015    | روبول دراق ريس         | نفسها               | حلقة: "الإلهام الإلهي"        |
| 2017    | بروجيكت رانواي         | نفسها               | حلقة: "نحن نائمون بملابسنا؟"  |

## ديسكوغرافيا
- لاتنسى (2008)
- نحن نعيد الكرة مرة أخرى (2009)
- غير مكسورة (2011)
- ديمي (2012)
- واثقة (2015)
- اخبرني انك تحبني (2017)

## الجولات الموسيقية
الخاصة
- ديمي لوفاتو: مباشر من الحفل (2009–10)
- ليلة خاصة مع ديمي لوفاتو (2011–13)
- جولة أضواء النيون (2014)
- جولة ديمي العالمية (2014–15)
- اخبرني انك تحبني جولة حول العالم (2018)

المشتركة
- جولة المستقبل الآن (مع نيك جوناس) (2016)

الترويجية
- ديمي مباشر! الجولة الدافئة (2008)
- مسائية مع ديمي لوفاتو (2011)

الافتتاح
- جوناس برذرز – الجولة الحارة (2008)
- آفريل لافين – جولة اللعنة الأفضل العالمية (2008)
- جوناس برذرز – جولة جوناس برذرز العالمية (2009)
- جوناس برذرز – مباشرة من حفل الجولة العالمية (2010)
- إنريكيه إغليسياس – جولة الجنس والحب (2014)

## الجوائز والترشيحات
بعد بدايتها الفنية، فازت ديمي لوفاتو بعدة جوائز، بما فيها جوائز إم تي في الموسيقية، جائزة واحدة من جوائز الإيمي، خمس جوائز من بين اثنتا عشر ترشيح في جوائز بيبول تشويس، جائزة في جوائز أو للموسيقى، 12 جائزة من بين 42 ترشيح جائزة اختيار المراهقين. في 2014، رشحت لوفاتو لستة ترشيحات في جوائز الموسيقى العالمية، وحصلت علي مجموع 113 جائزة.

## الكتابات
- ابق قويا: 365 يوم في السنة، فيويل والأصدقاء. (19 نوفمبر 2013)، ISBN 978-1-250-05144-8
- ابق قويا: الدفتر، فيويل والأصدقاء. (7 أكتوبر 2014)، ISBN 978-1-250-06352-6

## وصلات خارجية
- الموقع الرسمي
- ديمي لوفاتو على موقع IMDb (الإنجليزية)
- ديمي لوفاتو على موقع ميتاكريتيك (الإنجليزية)
- ديمي لوفاتو على موقع روتن توميتوز (الإنجليزية)
- ديمي لوفاتو على موقع قاعدة بيانات الأفلام العربية
- ديمي لوفاتو على موقع ألو سيني (الفرنسية)
- ديمي لوفاتو على موقع ميوزك برينز (الإنجليزية)
- ديمي لوفاتو على موقع رولينغ ستون (الإنجليزية)
- ديمي لوفاتو على موقع تيرنر كلاسيك موفيز (الإنجليزية)
- ديمي لوفاتو على موقع أول موفي (الإنجليزية)
- ديمي لوفاتو على موقع قاعدة بيانات الأفلام السويدية (السويدية)